# Gianna Hablützel-Bürki

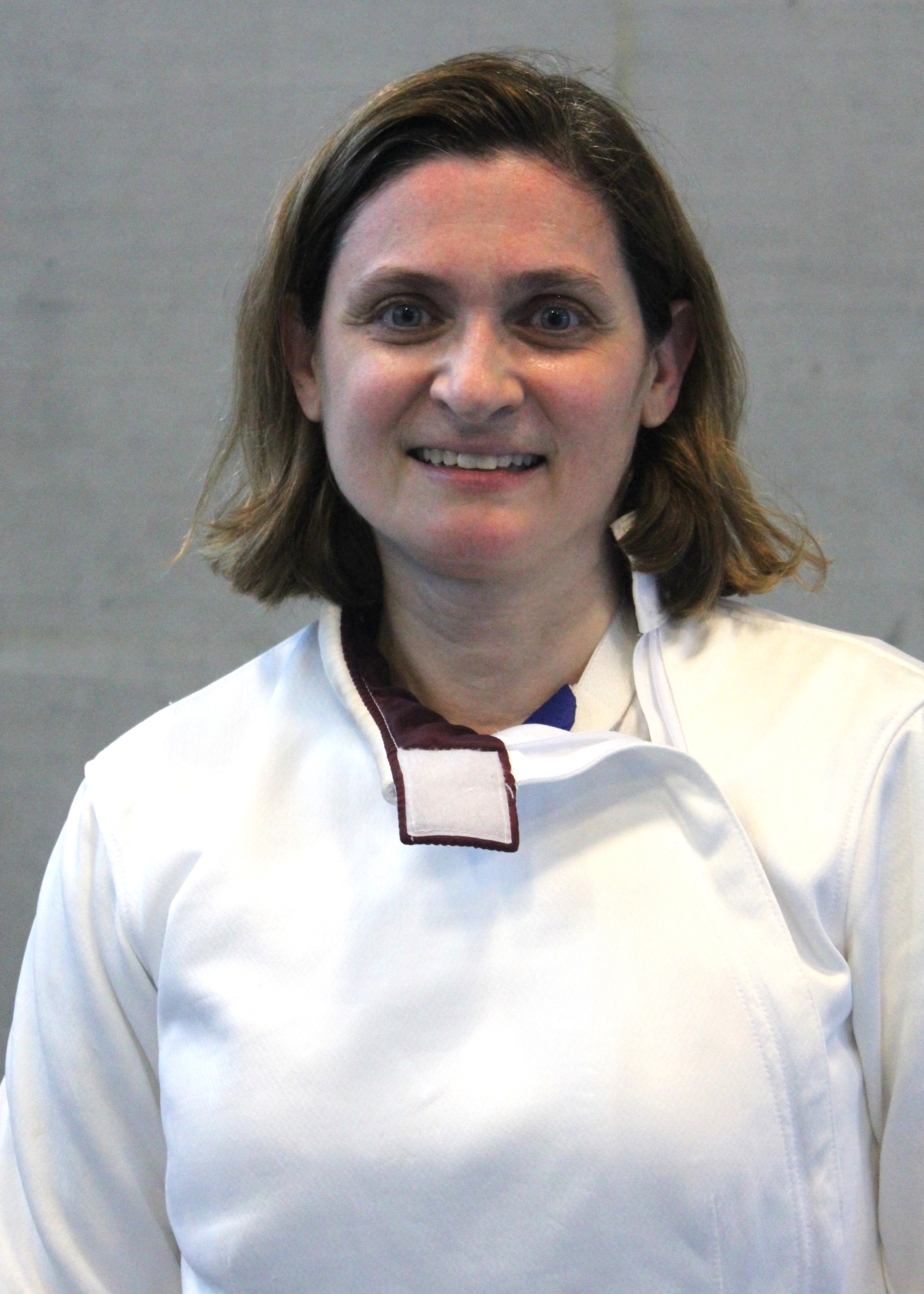
Gianna Hablützel-Bürki (2024)

Gianna Hablützel-Bürki (* 22. Dezember 1969 in Basel als Gianna Bürki) ist eine Schweizer Fechterin und Politikerin (SVP).

## Biografie
Im Alter von 14 Jahren begann Gianna Bürki in Basel zu fechten. Mit 17 Jahren gehörte sie bereits dem Juniorinnen-Nationalkader an und qualifizierte sich 1986 für die Weltmeisterschaften. 1988 wechselte sie zum Fechtclub Bern und wurde vom Clubtrainer Henryk Nielaba trainiert. 1989 qualifizierte sich Gianna Bürki für die Weltmeisterschaften der Aktiven. Nach ersten Erfolgen an den Fechtweltmeisterschaften 1989 (Bronzemedaille mit dem Team) sowie im Weltcup (erster Turniersieg 1991 in Zürich) war ihre Karriere von Zerwürfnissen geprägt. 1996 musste sie nach einem Eklat die Fechtgesellschaft Basel verlassen und erhielt ein Fechtsaal-Verbot. Als Einzelkämpferin mit Privatcoach setzte Hablützel-Bürki ihre internationale Laufbahn fort. In einem Interview erklärte sie 2018, dass sie das Verhalten gewisser Teamkollegen unprofessionell fand und ihr dafür der Stempel einer «Stänkerin» aufgedrückt worden sei.
Von April 1993 bis März 1994 war sie die Nummer 1 der Weltrangliste. Als einzige europäische Degenfechterin gewann Gianna Bürki an den Europameisterschaften im Einzelwettbewerb 1993, 1994, 1995 und 1996 viermal in Folge eine Medaille (2 × Silber, 2 × Bronze). Mit Gianna Bürki als Teamleaderin qualifizierte sich das Schweizer Frauenteam 1996 erstmals für die Olympischen Spiele in Atlanta. Den grössten Erfolg feierte die Degenfechterin mit 31 Jahren, als sie an den Olympischen Spielen 2000 sowohl im Einzel wie mit dem Team die Silbermedaille gewann. Daraufhin wurde sie Zweite bei der Wahl zur Schweizer Sportlerin des Jahres.
Zwischen 2004 und 2007 war Gianna Hablützel-Bürki mit dem Schweizerischen Fechtverband zerstritten, der ihr unsportliches Verhalten vorwarf. In dieser Zeit durfte sie nicht mit dem Nationalteam antreten. Nachdem sie sich im Januar 2007 mit dem Verband versöhnt hatte, strebte sie die Qualifikation für die Olympischen Spiele 2008 an, verpasste diese jedoch. In den folgenden Jahren trat sie noch an diversen Weltcup-Turnieren an, feierte allerdings keine grossen Erfolge mehr. Im Februar 2012 beendete sie ihre Karriere nach 27 Jahren mit dem 81. Rang am Weltcup-Turnier in Budapest.
Von 2003 bis 2011 war Hablützel-Bürki Präsidentin der Swiss Olympic Athletes Commission (SOAC). Nach dem Rücktritt als aktive Spitzensportlerin wirkte sie weiterhin als Präsidentin und Nachwuchstrainerin des 2003 von ihr initiierten Fechtvereins Basel- & Riehen-Scorpions. Aktuell vertritt Gianna Hablützel-Bürki die Schweiz in der Kategorie Master (Ü40). 2011 gewann sie die European Masters Games in Lignano Sabbiadoro. 2013 wurde sie Vize-Europameisterin in Terni und 2017 Europameisterin in Chiavari. Seit 2018 ist sie auch als internationale Kampfrichterin tätig.
2016 kandidierte sie erfolgreich für die SVP als Mitglied des Grossen Rats von Basel-Stadt, dem sie seit Februar 2017 angehört. Gemäss einer Smartvote-Analyse gilt sie als rechtskonservativstes Ratsmitglied. 2019 wurde sie von ihrer Partei für die Ständeratswahlen im Kanton Basel-Stadt nominiert. Sie unterlag mit ihrer Kandidatur gegen Eva Herzog.
Sie ist geschieden und Mutter einer Tochter.

## Sportliche Erfolge

### Einzel
- 9-fache Schweizer Meisterin, letztmals 2004
- 4-fache Weltcupsiegerin
- Silbermedaillengewinnerin an den Olympischen Spielen 2000 in Sydney
- 11. Rang an den Olympischen Spielen 1996 in Atlanta
- Bronzemedaillengewinnerin an den Weltmeisterschaften 2001 in Nîmes
- 2-fache Silbermedaillengewinnerin an Europameisterschaften (1993 und 1996)
- 2-fache Bronzemedaillengewinnerin an Europameisterschaften (1994 und 1995)

### Team
- 6-fache Schweizer Meisterin, letztmals 2003
- Silbermedaillengewinnerin an den Olympischen Spielen 2000 in Sydney
- Silbermedaillengewinnerin an den Weltmeisterschaften 2001 in Nîmes
- Bronzemedaillengewinnerin an den Weltmeisterschaften 1989 in Denver
- 4. Rang an den Weltmeisterschaften 1999 in Seoul
- Europameisterin 2000 in Madeira
- 1995 Französische Meisterin mit Racing Club de France, Paris

### Ehrungen
- 2. der Wahl zur Schweizer Sportlerin des Jahres 2000
- Captain der Mannschaft des Jahres 2000
- nominiert für die Wahl zur Sportlerin des Jahres 2001 und als Captain der Mannschaft des Jahres 2001
- mehrfache Basler Sportlerin des Jahres, zuletzt 2000 und 2001